# Стюарт, Чарльз, граф Леннокс
Чарльз Стюарт (англ. Charles Stuart, 5th Earl of Lennox; 1555—1576) — шотландский дворянин, граф Леннокс и лорд Дарнли с 1572 года, дядя короля Шотландии Якова VI Стюарта.

## Биография
Чарльз Стюарт был четвёртым и самым младшим из сыновей Мэтью, 4-го графа Леннокса и регента Шотландии в 1570—1571 годах, и Маргариты Дуглас, внучки английского короля Генриха VII. После убийства отца в 1571 году графство Леннокс должно было перейти к королю Якову VI, сыну старшего брата Чарльза, однако королю было всего пять лет, и по решению нового регента Джона Эрскина графство было передано Чарльзу Стюарту. Тем не менее, когда Эрскина на посту регента сменил граф Мортон, он аннулировал это пожалование на основании примогенитуры, постановив, что земли Ленноксов по закону принадлежат наследнику лорда Дарнли, малолетнему королю Якову. Хотя Чарльз по-прежнему носил титул графа Леннокса, он не получал никаких доходов с владений.
Граф Леннокс не принимал активного участия в гражданских войнах в Шотландии в 1570—1573 годы и часто бывал в Англии, где у него также имелись владения. Во время одного из таких визитов Чарльз неожиданно женился в 1574 году на Элизабет Кавендиш, дочери Бесс Хардвик, графини Шрусбери, под чьим надзором содержалась в английском плену бывшая королева Шотландии Мария Стюарт. Осенью 1574 года вдовствующая графиня Леннокс и Чарльз выехали из Лондона с целью посетить имения в Йоркшире, по дороге остановившись в Хантингдоне. Графиня Шрусбери, находившаяся в то время неподалёку в Раффорде вместе с дочерью Элизабет, пригласила Ленноксов погостить в её доме. По приезде в Раффорд графиня Леннокс, ссылаясь на переутомление, вызванное путешествием, проводила время в своих покоях. Бесс Хардвик оставалась с ней, а Чарльз и Элизабет — в компании друг друга. Спустя несколько дней в Раффорде состоялась свадебная церемония.
Этот брак, будучи заключённым без согласия королевы Англии Елизаветы I Тюдор, вызвал гнев последней: она не могла допустить свободных браков среди претендентов на английский престол (Леннокс был правнуком Генриха VII). Такое своеволие расценивалось королевой и её советниками как предательство и измена. От семейств Шрусбери и Ленноксов последовали объяснения в защиту молодой пары: причиной их поступка послужила взаимная любовь. Советники сочли подобные доводы неубедительными и, более того, заподозрили заговор против Елизаветы в пользу Марии Стюарт.
Графине Леннокс, Чарльзу и Элизабет было приказано явиться в столицу, и по прибытии в Лондон графиня Леннокс была заключена в Тауэр. Однако при расследовании обстоятельств тайного брака не было выявлено какой-либо связи с интригами бывшей шотландской королевы. Графиню Леннокс вскоре освободили, и она перебралась в свой дом в лондонском Хэкни, где уже обосновались молодые супруги. Элизабет на тот момент была беременна и в начале ноября 1575 года родила дочь, которую назвали Арабеллой.
В апреле 1576 года граф Леннокс, никогда не отличавшийся крепким здоровьем, скончался от туберкулёза. Он был похоронен в Вестминстерском аббатстве. Графиня Леннокс умерла спустя два года и была погребена в одной могиле вместе со своим сыном. Позже на месте их захоронения было воздвигнуто алебастровое надгробие. Эффигия леди Маргариты окружена меньшими по размеру изображениями её детей, включая лорда Дарнли и Чарльза.